# Vani (mitologia)
I Vani (in norreno Vanir, al singolare Vanr) costituiscono una delle due stirpi divine della mitologia norrena. L'altra, molto più conosciuta, è quella degli Asi, o Aesir. Dopo una lunga guerra, e avendo come ostaggio Hœnir e Mímir, i Vani sono diventati alleati degli Asi ed insieme lotteranno contro le forze distruttive di Hel nel Ragnarǫk.

## Principali Vani
- Njörðr: dio dei mari e delle terre fertili attorno alle coste.
- Nerthus: dea della fertilità, della magia e delle cerimonie, moglie di Njörðr e madre di Freyja e Freyr
- Freyr: dio della fertilità, dell'abbondanza, della vitalità e della crescita.
- Freyja: dea della fertilità, dell'amore e della bellezza.
- Gullveig: dea che scatenerà la prima guerra tra Asi e Vani.
- Óðr: marito di Freia le cui origini sono incerte, dio dei viaggi
- Hnoss: figlia di Freia.
- Gersemi: figlia di Freia ed Óðr, sorella di Hnoss.
- Gerðr: moglie di Freyr e dea della lana.
- Skjöldr: figlio di Freyr e Gerðr, re mitologico svedese.
- Skaði: gigantessa, dea delle nevi e moglie temporanea di Njörðr
- Kvasir: dio ottenuto dagli sputi degli dèi Asi e Vani dopo la guerra.

## Teorie storiciste
Nel 1904 lo studioso Bernhard Salin propose un'interpretazione letterale dell'«invasione degli Asi» (come l'aveva narrata da Snorri Sturluson nella Saga degli Ynglingar e nel Prologo dell'Edda) ed essa restò per molti anni il modello comunemente accettato dalla maggior parte degli studiosi della religione scandinava.
Ovvero il racconto di Snorri (la guerra tra gli Asi e i Vani e la loro riconciliazione), avrebbe conservato, seppur deformato, il ricordo di autentici avvenimenti storici. 
Si riteneva insomma che gli antenati dei Germani fossero effettivamente migrati dal Mar Nero alla Scandinavia e qui avessero lottato contro una popolazione autoctona. Gli Asi sarebbero stati gli dèi degli invasori proto-germanici (gli indoeuropei), i Vani gli dèi adorati dalle genti autoctone della Scandinavia.
A lungo la maggior parte degli studiosi era persuasa che il racconto snorriano della migrazione degli Asi e della guerra contro i Vani rispecchiasse anche avvenimenti più antichi, se non addirittura l'invasione dei popoli indoeuropei nei territori del nord Europa. I bellicosi Asi sarebbero stati gli dèi degli indoeuropei, mentre i Vani, divinità più pacifiche e di carattere agricolo, sarebbero stati gli dèi delle popolazioni neolitiche preesistenti.
Successivamente Jan De Vries e Georges Dumézil soprattutto, che dedicò un'intera carriera alla comparazione dei miti, arrivarono a dimostrare che la struttura del pantheon germanico apparteneva in realtà al più antico pensiero mitico indoeuropeo.
Se questa mitologia originaria si sia poi sovrapposta e confusa, deformandosi, a fatti storici realmente accaduti, resta nell'oscuro delle ipotesi e delle probabilità storiche.

## Identificazioni varie
Il culto delle divinità legate alla fecondità potrebbe essere indicativo dell'antica religione praticata dalle popolazioni autoctone locali, che praticavano l'agricoltura, e che abitavano la Penisola scandinava meridionale, lo Jutland e/o la Germania settentrionale prima dell'arrivo degli indoeuropei, con i quali si fusero e/o scontrarono prima (durante il III millennio a.C.) per dare origine poi alle popolazioni proto-germaniche e germaniche.
In questo caso quindi i Vani si collegano come resti delle precedenti forme di culto.
Tacito, nella sua Germania ricorda del culto speciale dedicato a Nerthus (Herthum) da alcune tribù germaniche occidentali come i Longobardi, i Reudigni, Auioni, Angli, Varni (il cui nome, che significava "difensori", curiosamente, ricorda il termine Vanir), Eudosi, Suardoni e Nuitoni.
I Longobardi ad esempio adoravano Frea (Frigg), la moglie di Odino, considerandola la Madre Terra, così come gli Angli avevano, anche in epoche cristiane, il culto della divinità madre, rappresentata sempre dalla terra.
Nerthus, dea della fertilità, già presso i Germani, era quindi una ancestrale sorta di dea madre, ricordata da Tacito con il culto di un sacro carro.
Probabilmente tale divinità fu identificata poi con altre divinità, magari quelle di origine indoeuropea, con le quali si fuse e confuse.
Nella mitologia norrena la divinità Njördr viene spesso identificata con questa divinità ancestrale. Secondo altri studiosi tale divinità è stata anche identificata con la dea norrena Jǫrð, (che alcuni studiosi ipotizzano essere la sorella senza nome di Njörd e nella madre di Freyr e Freya).
Possiamo notare poi che anche il dio Freyr si diceva viaggiasse ogni anno su un carro accompagnato da una sacerdotessa che benediceva i campi. 
Ma Freyr è identificato con Ingui (Yngvi) il cui culto era praticato nelle aree tribali che Tacito descrive nel suo "De origine et situ Germanorum" come popolate dalle tribù degli Ingevoni, che da lui si ritenevano discese.
La dea Terra era poi identificata come la madre della divinità (per certi versi ermafrodita) Tuisto, dal quale, secondo Tacito, deriva Manno, fondatore del popolo germanico e progenitore delle tre tribù germaniche: Ingaevones, Herminones e Istaevones, ovvero i tre rami dei germani occidentali.
Secondo Rives (1999), il fatto che antichi popoli germanici sostenessero di discendere da un dio nato dalla terra (Tuisto) venne usato da Tacito per supportare l'ipotesi che fossero un popolo indigeno.
Tutte queste considerazioni possono indurre ad ipotizzare un culto ancestrale di divinità legate alla terra ed alla fecondità, dai quali discesero divinità come i Vani, coltivato dalle popolazioni pre-indoeuropee che adoravano questa divinità della fecondità e della Terra e praticato nelle stesse zone dove vissero probabilmente i discendenti di queste popolazioni autoctone che nei secoli si mischiarono con quelle degli invasori indoeuropei e si ramificarono nelle varie tribù germaniche, con maggior diffusione fra gli Ingevoni, nella zona compresa fra la riva destra dell'Elba, lo Jutland ed il Mare del Nord.